# Ice Princess
Ice Princess (Sueños sobre hielo en Hispanoamérica y Soñando, soñando... triunfé patinando en España) es una película juvenil estadounidense protagonizada por Michelle Trachtenberg, Joan Cusack, Kim Cattrall, Hayden Panettiere y Trevor Blumas.

## Sinopsis
Casey Carlyle es una estudiante aplicada a la que se le da bastante bien la física. Su madre, Joan, es una profesora de literatura que ya tiene planeado el brillante futuro académico y personal de su hija.
Para conseguir una beca de física para la universidad de Harvard, Casey decide hacer un trabajo personal sobre el patinaje artístico, para probar así que hay fórmulas físicas en la inercia de las patinadoras.
Con el tiempo, Casey empieza a involucrase más en el mundo del patinaje para poder probar sus teorías, haciendo así su trabajo mucho más personal. Poco a poco se da cuenta de que el patinaje artístico le apasiona y un día tiene la oportunidad de patinar junto a Jennifer, una joven prodigio del patinaje de élite, y su entrenadora Tina, una antigua campeona de patinaje venida a menos, madre de Jen. Pero la madre de Casey no quiere que ella sea patinadora, ya que considera que el género femenino avanzó mucho como para "retroceder" de esa manera.
Casey decidirá entonces dejar atrás las ilusiones de su agobiante madre para ir en busca de su propio sueño. A pesar de tener un gran don para patinar, debe enfrentarse a los problemas que se le presentan a lo largo del camino para materializar su deseo de ser patinadora profesional.

## Reparto
| Personaje              | Actor original        | Actor de doblaje  |
| ---------------------- | --------------------- | ----------------- |
| Casey Carlyle          | Michelle Trachtenberg | Gaby Ugarte       |
| Joan Carlyle           | Joan Cusack           | Gisela Casillas   |
| Tina Harwood           | Kim Cattrall          | Gabriela Michel   |
| Jennifer "Jen" Harwood | Hayden Panettiere     | Xóchitl Ugarte    |
| Teddy Harwood          | Trevor Blumas         | Moisés Ivan Mora  |
| Nikki Fletcher         | Kirsten Olson         | Anaís Portillo    |
| Tiffany Lai            | Jocelyn Lai           | Cinthya De Pando  |
| Mrs. Fletcher          | Connie Ray            | Ángela Villanueva |
| Mr. Lai                | Paul Sun-Hyung Lee    | Enrique Cervantes |
| Zoey Bloch             | Juliana Cannarozzo    | Mariana Ortiz     |

## Localizaciones
Salt Lake City, Utah, Miami, Florida.

## Patinadores
- Brian Boitano (EE. UU.) Él mismo/Commentador
- Juliana Cannarozzo (EE. UU.) Zoey Bloch
- Tara Ferguson (CAN) Doble de patinaje para Jen
- Danielle Kahle (EE. UU.) Doble de patinaje para Nikki
- Michelle Kwan (EE. UU.) Ella misma/Comentadora
- Jocelyn Lai (EE. UU.) Tiffany
- Kirsten Olson (EE. UU.) Nikki Fletcher